# Aspidiotus hoyae
Aspidiotus hoyae är en insektsart som beskrevs av Sadao Takagi 1969. Aspidiotus hoyae ingår i släktet Aspidiotus och familjen pansarsköldlöss.
Artens utbredningsområde är Taiwan. Inga underarter finns listade i Catalogue of Life.